# Línea 260 (Interurbanos Madrid)
La línea 260 de la red de autobuses interurbanos de Madrid une Alcalá de Henares con Ambite y Orusco de Tajuña.

## Características
Esta línea une Alcalá de Henares con ambos municipios en aproximadamente 85 min. Además presta servicio a Valverde de Alcalá, Nuevo Baztán, Olmeda de las Fuentes y Villar del Olmo. Es una línea pensada para estudiantes de los municipios de la comarca de Alcalá, puesto que sólo opera de lunes a viernes en periodo lectivo.
La línea mantiene los mismos horarios todo el año.
Está operada por la empresa ALSA mediante la concesión administrativa VCM-302 - Madrid – Arganda del Rey –  Villar del Olmo – Ambite – Driebes (Viajeros Comunidad de Madrid) del Consorcio Regional de Transportes de Madrid.

### Material móvil
Variado dentro del material móvil de las cocheras de ALSA.

## Horarios
| Lunes a viernes lectivos             |                                      |
| Orusco de Tajuña > Alcalá de Henares | Alcalá de Henares > Orusco de Tajuña |
| 06:35                                | 15:25                                |

## Recorrido y paradas

### Sentido Ambite - Orusco
La línea inicia su recorrido en la calle Alalpardo de Alcalá de Henares, junto al Centro de Enseñanzas Integradas. Desde aquí sale por las calles Algete a la Avenida de Daganzo, que recorre en dirección al centro continuando de frente al final de ésta por la calle Luis Astrana Marín, que recorre entera hasta desembocar en la Vía Complutense girando a la derecha. Circula por la Vía Complutense (1 parada) hasta llegar a la Puerta de Madrid. Desde ahí, circula por el Paseo de Pastrana hasta girar a la derecha para tomar la calle de Luis Vives (1 parada), que recorre entera hasta desembocar en una rotonda donde toma de nuevo el Paseo de Pastrana y su continuación, la Calle Numancia (1 parada), al final de la cual sale a la carretera M-300.
La línea sale de Alcalá de Henares por la carretera M-300, que abandona en el nudo de El Gurugú (1 parada) para circular por la carretera M-204. Circulando por esta carretera se queda a las puertas de la localidad de Villalbilla, prosiguiendo hasta Valverde de Alcalá, con 1 parada para acceder a la cual debe desviarse de la carretera y girar por una complicada rotonda. Saliendo de nuevo a la carretera M-204 tiene paradas en las entradas a las urbanizaciones Monte Acebedo y Mirador de Baztán (Nuevo Baztán) y tiene otra parada en la travesía de Nuevo Baztán, hasta que llega a la intersección con la carretera M-225, por la que se desvía.
A través de la carretera M-225 (Avenida de Atenas de Nuevo Baztán) da servicio a la urbanización Las Villas con 1 parada, y posteriormente se desvía tomando la Ronda Hispano-Americana, que recorre entera teniendo 5 paradas en el interior de la urbanización Eurovillas. Al final de la Ronda Hispano-Americana retoma la carretera M-204 en dirección norte, donde tiene 1 parada más en la travesía de Nuevo Baztán antes de desviarse por la carretera M-219 en dirección a Olmeda de las Fuentes.
A continuación, la línea atraviesa Olmeda de las Fuentes con 2 paradas en la calle Mayor y sale en dirección a Villar del Olmo por la carretera M-234. En Villar del Olmo retoma la carretera M-204 y tiene una parada en la travesía, saliendo del pueblo en dirección a Orusco de Tajuña.
A unos km de Villar del Olmo, la línea se desvía por la carretera M-215 para dar servicio a Ambite con 5 paradas, regresando tras realizarlas a la carretera M-204 para llegar por ella a Orusco de Tajuña, donde tiene su cabecera.
| Código | Parada                                     | Común con               | Municipio             | Zona |
| ------ | ------------------------------------------ | ----------------------- | --------------------- | ---- |
| 06952  | Alalpardo - Conservatorio                  | 8                       | Alcalá de Henares     |      |
| 19891  | Torrelaguna - Gta. Chorrillo               | 7 8                     | Alcalá de Henares     |      |
| 09464  | Vía Complutense - San Bernardo             | 2 5                     | Alcalá de Henares     |      |
| 06980  | Luis Vives - Centro de Salud               | 320                     | Alcalá de Henares     |      |
| 12415  | P.º Pastrana - Río Ter                     | 231 232 271 272 275 320 | Alcalá de Henares     |      |
| 08998  | Ctra. M300 - El Gurugú                     | 231 232 320             | Villalbilla           |      |
| 09004  | Alameda - Baños                            | 232                     | Torres de la Alameda  |      |
| 07308  | Valverde de Alcalá - Ctra. de Torres       | 232                     | Valverde de Alcalá    |      |
| 11568  | Ctra. M204 - Urb. Monte Acebedo            |                         | Nuevo Baztán          |      |
| 09770  | Ctra. M204 - Urb. El Mirador de Baztán     | 261 321                 | Nuevo Baztán          |      |
| 09774  | Trva. José Churriguera - Iglesia           | 321                     | Nuevo Baztán          |      |
| 09160  | Ctra. M219 - Urb. Las Villas               | 261 321                 | Nuevo Baztán          |      |
| 10831  | Ronda Hispanoamericana - Ronda Mánchester  |                         | Nuevo Baztán          |      |
| 17718  | Ronda Hispanoamericana - Comunidad Europea | 261 321                 | Nuevo Baztán          |      |
| 09741  | Ronda Hispanoamericana - P.º Madrid        | 261 321                 | Nuevo Baztán          |      |
| 09742  | Ronda Hispanoamericana - Nueve             | 261 321                 | Nuevo Baztán          |      |
| 19009  | Ronda Hispanoamericana - Siete             | 261 321                 | Nuevo Baztán          |      |
| 09743  | Ronda Hispanoamericana - Cinco             | 261 321                 | Nuevo Baztán          |      |
| 09744  | Ronda Hispanoamericana - Casa Juventud     | 261 321                 | Nuevo Baztán          |      |
| 09772  | Ctra. M204 - Transformador                 | 261 321                 | Nuevo Baztán          |      |
| 09745  | Mayor - Pza. Villa                         | 261 321                 | Olmeda de las Fuentes |      |
| 17642  | Mayor - Pintor Álvaro Delgado              | 261 321                 | Olmeda de las Fuentes |      |
| 09171  | Pililla - Pza. José Antonio                | 261 321                 | Villar del Olmo       |      |
| 10282  | Ctra. M215 - Comunidad Terapéutica         | 322 326                 | Ambite                |      |
| 09768  | Av. Madrid - San Isidro                    | 322 326                 | Ambite                |      |
| 11898  | Ctra. M215 - Molino del Puente             | 322 326                 | Ambite                |      |
| 20930  | Ambite - Urb. Sierra Tajuña                | 322 326                 | Ambite                |      |
| 11899  | Ctra. M215 - Molino del Puente             | 322 326                 | Ambite                |      |
| 09769  | Av. Madrid - Virgen del Rosario            | 322 326                 | Ambite                |      |
| 16903  | Ctra. M215 - Comunidad Terapéutica         | 322 326                 | Ambite                |      |
| 12037  | Ctra. M204 - C.º Bellaescusa               | 322 326                 | Orusco de Tajuña      |      |
| 09767  | Gran Vía - Estación de Servicio            | 322 326                 | Orusco de Tajuña      |      |

### Sentido Alcalá de Henares
El recorrido de vuelta es igual al de ida pero en sentido contrario con dos excepciones:
- Tiene 2 paradas menos en Ambite, y las que realiza coinciden con las de ida así como el itinerario seguido para acceder al pueblo.
- Tiene 1 parada en la glorieta del Chorrillo de Alcalá de Henares que no realiza a la ida.

| Código | Parada                                     | Común con           | Municipio             | Zona |
| ------ | ------------------------------------------ | ------------------- | --------------------- | ---- |
| 09767  | Gran Vía - Estación de Servicio            | 322 326             | Orusco de Tajuña      |      |
| 12038  | Ctra. M204 - C.º Bellaescusa               | 322 326             | Orusco de Tajuña      |      |
| 10282  | Ctra. M215 - Comunidad Terapéutica         | 322 326             | Ambite                |      |
| 09768  | Av. Madrid - San Isidro                    | 322 326             | Ambite                |      |
| 11898  | Ctra. M215 - Molino del Puente             | 322 326             | Ambite                |      |
| 20930  | Ambite - Urb. Sierra Tajuña                | 322 326             | Ambite                |      |
| 11899  | Ctra. M215 - Molino del Puente             | 322 326             | Ambite                |      |
| 09769  | Av. Madrid - Virgen del Rosario            | 322 326             | Ambite                |      |
| 16903  | Ctra. M215 - Comunidad Terapéutica         | 322 326             | Ambite                |      |
| 09171  | Pililla - Pza. José Antonio                | 261 321             | Villar del Olmo       |      |
| 17641  | Mayor - Pintor Álvaro Delgado              | 261 321             | Olmeda de las Fuentes |      |
| 09776  | Pza. Villa - Mayor                         | 261 321             | Olmeda de las Fuentes |      |
| 09163  | Ctra. M204 - Colonia San Francisco         | 261 321             | Nuevo Baztán          |      |
| 06881  | Ronda Hispanoamericana - Casa Juventud     | 261 321             | Nuevo Baztán          |      |
| 06880  | Ronda Hispanoamericana - Cinco             | 261 321             | Nuevo Baztán          |      |
| 19008  | Ronda Hispanoamericana - Siete             | 261 321             | Nuevo Baztán          |      |
| 09157  | Ronda Hispanoamericana - Nueve             | 261 321             | Nuevo Baztán          |      |
| 06879  | Ronda Hispanoamericana - P.º Madrid        | 261 321             | Nuevo Baztán          |      |
| 17719  | Ronda Hispanoamericana - Comunidad Europea | 261 321             | Nuevo Baztán          |      |
| 19218  | Ronda Hispanoamericana - Ronda Mánchester  |                     | Nuevo Baztán          |      |
| 09737  | Ctra. M219 - Urb. Eurovillas               | 261 321             | Nuevo Baztán          |      |
| 09773  | Ctra. M219 - Trva. José Churriguera        |                     | Nuevo Baztán          |      |
| 09771  | Ctra. M204 - Urb. El Mirador de Baztán     | 261 321             | Nuevo Baztán          |      |
| 16904  | Ctra. M204 - Urb. Monte Acebedo            |                     | Nuevo Baztán          |      |
| 09530  | Valverde de Alcalá - Ctra. de Torres       | 232                 | Valverde de Alcalá    |      |
| 09667  | Madrid - Real                              | 232 320             | Torres de la Alameda  |      |
| 08999  | Ctra. M300 - El Gurugú                     | 231 232 271 272 320 | Villalbilla           |      |
| 12416  | P.º Pastrana - Bolarque                    | 231 232 271 272 320 | Alcalá de Henares     |      |
| 18805  | P.º Pastrana - Ronda Fiscal                | 320 1A              | Alcalá de Henares     |      |
| 06976  | Pza. Puerta del Vado - P.º Las Moreras     | 271 272 320 6       | Alcalá de Henares     |      |
| 09453  | Vía Complutense - San Bernardo             | 2 5                 | Alcalá de Henares     |      |
| 06952  | Alalpardo - Conservatorio                  | 8                   | Alcalá de Henares     |      |